# Ylli Popa
Ylli Popa (ur. 12 stycznia 1930 w Elbasanie, zm. 15 sierpnia 2017 w Tiranie) – albański kardiolog, przewodniczący Akademii Nauk Albanii w latach 1997-2008.

## Życiorys
Ukończył szkołę pedagogiczną w rodzinnym mieście, a następnie w 1948 wyjechał do Bukaresztu, gdzie odbył studia z zakresu farmacji. W 1954 powrócił do kraju i otrzymał kierownictwo katedry biochemii w Tiranie. W latach 1958–1961 odbył studia z zakresu kardiologii w Moskwie. Studia ukończył obroną pracy doktorskiej. Po powrocie do kraju, wspólnie z kolegą ze studiów Petritem Gace zakładał pierwszą szkołę kształcącą albańskich kardiologów, w tym czasie powstała też pierwsza w historii Albanii klinika kardiologiczna. W 1971 otrzymał stanowisko docenta i do 1983 kierował zespołem albańskich kardiologów.
W 1986 otrzymał tytuł profesora, a rok później został przyjęty w poczet członków Albańskiej Akademii Nauk. W 1997 został wybrany przewodniczącym Akademii, funkcję tę pełnił przez jedenaście lat. Był autorem szeregu prac naukowych z zakresu kardiologii.
W latach 1982–1990 sprawował mandat deputowanego do Zgromadzenia Ludowego. Przez władze Albanii uhonorowany tytułem Bohatera Pracy Socjalistycznej i Orderem Czerwonego Sztandaru kl.1. Zmarł w Tiranie w 2017.

## Publikacje
- 1967: Zemra (Serce, wspólnie z Raifem Hasanim)
- 1985: Sëmundjet e zemrës dhe të enëve të gjakut (Choroby serca i układu krwionośnego)